# 高橋赫一
高橋 赫一（たかはし かくいち、1906年（明治39年）11月29日 - 1942年（昭和17年）5月8日）は、日本の海軍軍人。海兵56期。珊瑚海海戦に空母「翔鶴」艦上爆撃機搭乗員として参加し、米空母「レキシントン」攻撃後に戦死。最終階級は海軍大佐。

## 略歴
徳島県出身。旧制徳島中学校（現・徳島県立城南高等学校）より海軍兵学校56期で入校。
あだ名は「親分」。妻マツエの妹の夫は真珠湾攻撃の第二次攻撃隊長嶋崎重和少佐（海軍兵学校57期）。海兵での同期に久住忠男、田辺弥八、前田実穂、唐島辰男、白相定男、橋口喬らがいる。
1931年（昭和6年）12月、第22期飛行学生となり1932年（昭和7年）11月に修了。
同年の1932年、霞ヶ浦航空隊卒業飛行の時、南郷茂章・野村了介とともに館山まで編隊飛行を命じられ、離陸前悪天候により教官は「飛行中止」を命じるが、3機は悠々と雲の中を館山まで飛び、教官から大目玉を食らった。
1941年（昭和16年）12月8日の真珠湾攻撃時は空母「翔鶴」飛行隊長を務めており、「翔鶴」の九九式艦上爆撃機26機による第一五攻撃隊の隊長と、さらに坂本明大尉が率いる空母「瑞鶴」の九九式艦上爆撃機25機による第一六攻撃隊を含む第二集団急降下爆撃隊の隊長を兼任したが、この際に総指揮官である淵田美津雄中佐が発射した信号弾の発射数の認識に齟齬があり、雷撃隊より先に攻撃する結果となった。
1942年（昭和17年）5月8日の珊瑚海海戦で米空母「レキシントン」を攻撃した後、単独で帰投していた所をSBDドーントレス一機とウィリアム・N・レオナルド中尉のF4F戦闘機に襲われ撃墜された。戦死後二階級特進し大佐。
参考文献の監修者に名が見える高橋赫弘は長男である。

## 年譜
- 1906年（明治39年）11月29日 - 徳島県三好郡池田町（現・三好市）に生まれる
- 1926年（大正15年） - 徳島中学校四年から海軍兵学校に入校した。
- 1928年（昭和3年）4月23日 - 練習艦隊遠洋航海出発。シンガポール - オークランド - ホノルル方面巡航。10月3日帰着。
  - 11月 - 海軍兵学校を卒業。
- 1929年（昭和4年）11月 - 海軍少尉任官。
- 1931年（昭和6年）12月 - 海軍中尉任官・霞ヶ浦航空隊で飛行学生。
- 1933年（昭和8年） - 霞ヶ浦航空隊卒業。
- 1934年（昭和9年）12月 - 海軍大尉任官。
- 1935年（昭和10年）10月 - 空母「加賀」乗組。
- 1936年（昭和11年）11月 - 大村空分隊長。
- 1937年（昭和12年）7月12日[2] - 十三空分隊長。
  - 9月19日 - 南京爆撃。
- 1939年（昭和14年）11月 - 宇佐空飛行隊長。[要出典]
- 1941年（昭和16年）8月20日 - 空母「翔鶴」飛行隊長。
  - 12月8日 - 真珠湾攻撃。
- 1942年（昭和17年） - 1月20日 - ラバウル攻略。
  - 4月5日 - セイロン沖海戦。
  - 5月7日 - 珊瑚海海戦。
  - 5月8日 - 搭乗機被撃墜により戦死。享年35。